# Torneo di Wimbledon 1911
Il Torneo di Wimbledon 1911 è stata la 35ª edizione del Torneo di Wimbledon e seconda prova stagionale dello Slam per il 1911.
Si è giocato sui campi in erba dell'All England Lawn Tennis and Croquet Club di Wimbledon a Londra in Gran Bretagna. 
Il torneo ha visto vincitore nel singolare maschile il neozelandese Anthony Wilding
che ha sconfitto in finale il britannico Herbert Roper Barrett che si è ritirato sul punteggio di 6–4 4–6 2–6 6–2.
Nel singolare femminile si è imposta la britannica Dorothea Lambert-Chambers 
che ha battuto in finale in 2 set la connazionale Dora Boothby.
Nel doppio maschile hanno trionfato André Gobert e Max Décugis.

## Risultati

### Singolare maschile
Anthony Wilding ha battuto in finale  Herbert Roper Barrett che si è ritirato sul punteggio di 6–4 4–6 2–6 6–2

### Singolare femminile
Dorothea Lambert-Chambers ha battuto in finale  Dora Boothby con il punteggio di 6–0, 6–0

### Doppio maschile
André Gobert /  Max Décugis hanno battuto in finale  Josiah George Ritchie /  Anthony Wilding 9–7, 5–7, 6–3, 2–6, 6–2